# Oxygenium (Periode)
Das Oxygenium ist Teil der von Felix M. Gradstein und Kollegen vorgeschlagenen Neudefinitionen der Perioden des Präkambriums. Gemäß diesem Vorschlag ist es die erste Periode innerhalb des Äons Proterozoikum. Es eröffnet die Ära des Paläoproterozoikums, folgt auf die Periode des Sideriums und wird seinerseits von der Periode des Jatuliums (bzw. Eukaryiums) abgelöst. Das Oxygenium dauerte nach diesem Vorschlag 170 Millionen Jahre und füllt den Zeitraum von 2420 bis 2250 Millionen Jahre BP.

## Etymologie
Die Bezeichnung Oxygenium ist von altgriechisch ὀξύς oxús, deutsch ‚scharf‘, ‚scharfsinnig‘, ‚spitz‘, ‚sauer‘ und γεννάω gen-, deutsch ‚erzeugen‘, ‚gebären‘ – abgemeitet – zusammen somit Säure-Erzeuger. Es spielt auf den in dieser Periode stattfindenden, globalen Anstieg der Sauerstoffkonzentrationen in der Erdatmosphäre an.

## Neudefinition der Perioden des Präkambriums
Im Zuge des Abrückens von rein radiometrisch bestimmten Periodengrenzen, willkürlich festgelegt durch GSSAs, machten Felix M. Gradstein und Kollegen im Jahr 2012 den Vorschlag, das GSSP-Prinzip so weit wie möglich auch im Präkambrium anzuwenden. Die Perioden sollen somit anhand von bedeutenden geologischen Ereignissen definiert werden und nicht mehr an radiometrischen Altern.
Das Oxygenium soll an die Stelle der vormaligen Perioden Siderium (2500 bis 2300 Millionen Jahre BP) und Rhyacium (2300 bis 2050 Millionen Jahre BP) treten.
Der Vorschlag ist aber bis jetzt (Stand 2022) von der ICS noch nicht aufgegriffen bzw. ratifiziert worden.

## Definition des Oxygeniums

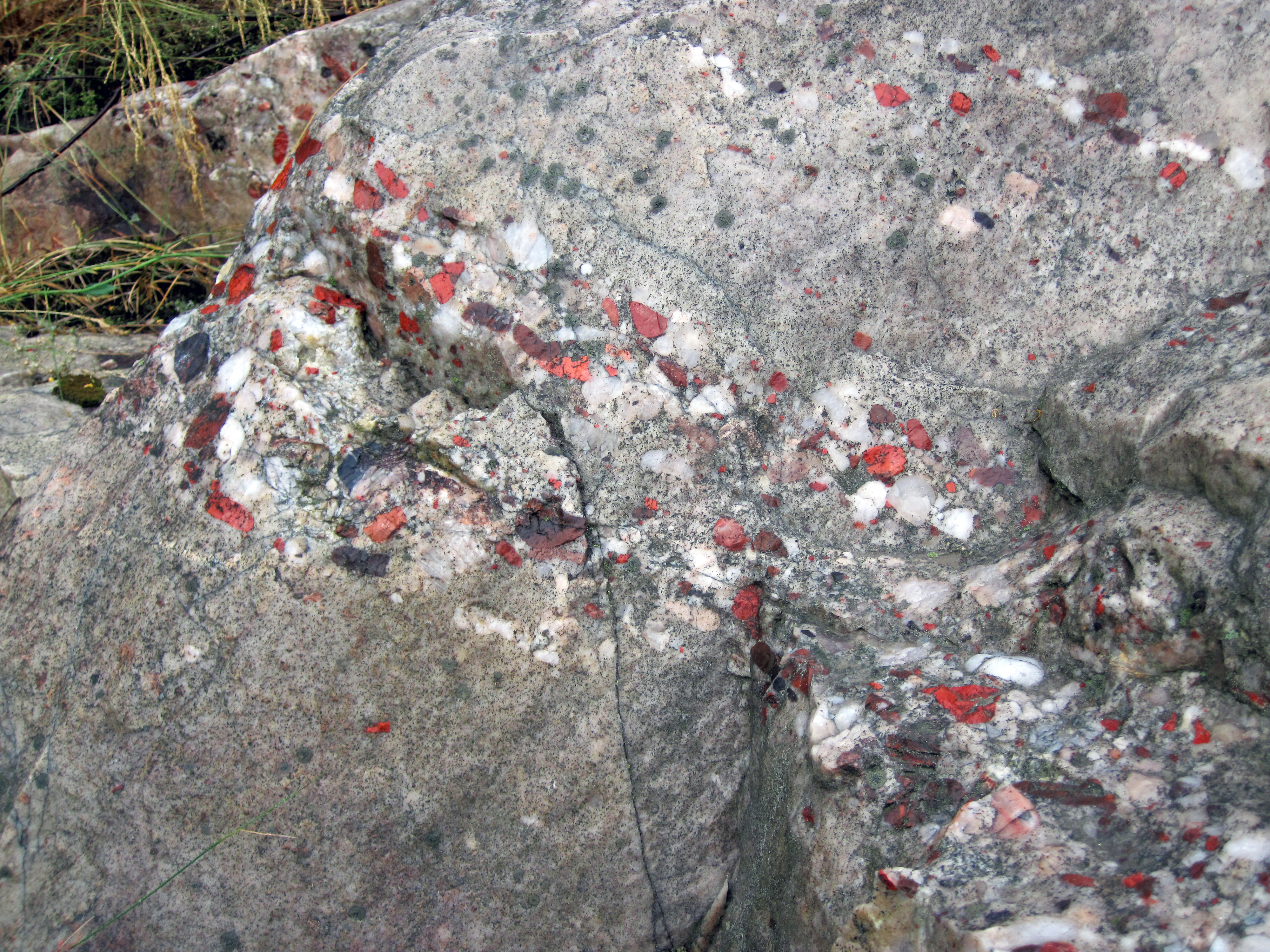
Die 2250 Millionen Jahre alte Lorrain-Formation am Ottertail Lake in Ontario

Die Untergrenze des Oxygeniums wird durch einen GSSP an der Basis der Kazput-Formation  in Westaustralien festgelegt. Die um 2420 Millionen Jahre BP abgelagerte Kazput-Formation gehört zur Turee Creek Group und somit zur Mount Bruce Supergroup. Sie führt weltweit die ersten glazigenen Sedimente. Die Obergrenze des Oxygeniums markiert ebenfalls ein GSSP. Dieser liegt an der Basis der kanadischen Lorrain-Formation, die zur Cobalt Group der Huronian Supergroup gehört. Die um 2250 Millionen Jahren BP abgelagerte Lorrain-Formation markiert das Ende der Vereisungen.

## Bedeutung
Die vorrangige Bedeutung des Oxygeniums – daher auch die Namensgebung – liegt in einem ständigen Anstieg des Sauerstoffgehaltes in der Erdatmosphäre. Dies führte zur Großen Sauerstoffkatastrophe (Englisch Great Oxidation Event oder abgekürzt GOE – 2450 bis 2220 Millionen Jahre BP), die möglicherweise die um 2400 Millionen Jahre BP einsetzende Paläoproterozoische Vereisung auslöste. Dem vorausgegangen war um 2450 Millionen Jahre BP das Auseinanderbrechen des Superkontinents Kenorland.
Das Ende der Vereisungen hatte gleichzeitig das Verschwinden der Bändererze zur Folge. Bezeichnend für das Oxygenium ist außerdem eine enorme Verlangsamung der magmatischen Tätigkeiten über einen Zeitraum von rund 250 Millionen Jahren, welche jedoch nicht vollkommen zum Stillstand kamen. Eine mögliche Erklärung liegt in einer starken Auskühlung des Erdmantels, der eine Episode stagnierender Deckelung erlebte (engl. stagnant-lid behaviour) – ähnlich dem jetzt auf der Venus vorherrschenden tektonischen Stil.
Weiterhin erscheinen erstmals abdichtende Schelfkarbonate (engl. cap carbonates), die sich durch hohe, positive δ13C-Werte auszeichnen und den Beginn der Lomagundi-Jatuli-Isotopenexkursion einleiten. Auch oxidierte Paläoböden und Rotsedimente (engl. red beds) treten erstmals auf.

## Sauerstoffentwicklung

Anstieg der Sauerstoffkonzentration in der Erdatmosphäre mit Beginn des Oxygeniums vor 2420 Millionen Jahren. Ein Großteil des produzierten Sauerstoffs wird aber noch im Meer selbst und von den Gesteinen des Meeresbodens gebunden.

Um 2450 Millionen Jahre BP vor Beginn der Vereisungen war die Erdatmosphäre noch reduzierend, erkennbar durch eine Paläobodenentwicklung auf mafischen Vulkaniten. Rouxel und Kollegen (2005) konstatieren jedoch für die Periode 2400 bis 2300 Millionen Jahre BP einen starken Anstieg im Sauerstoffgehalt der Erdatmosphäre. Er erreichte damals wahrscheinlich im Zusammengang mit der starken Vereisung einen Wert von mehr als 10−5 des heutigen Niveaus (engl. present atmospheric level oder PAL). Nach der paläoproterozoischen Vereisung stiegen die Sauerstoffkonzentrationen in der Erdatmosphäre stufenweise an und erreichten ihr jetziges Niveau erstmals nach den Vereisungen des Neoproterozoikums gegen 700 Millionen Jahre BP (siehe nebenstehende Abbildung).
Es bestehen zahlreiche Modellerklärungen zur Sauerstoffentwicklung mit Beginn des Oxygeniums. Hierunter das Ersteinsetzen oxidierender Photosynthese, die Bindung der Cyanobakterien an Süßwasserenvironments vor 2400 Millionen Jahre BP – ehe sie sich ins Meer ausbreiteten, das Auffüllen der reduzierenden Senken (engl. sinks) in den Weltmeeren mit reduziertem Eisen und reduziertem Schwefel, der Kollaps der auf Methan basierenden Treibhausatmosphäre, das Entstehen von Superkontinenten, das Anwachsen von subaerischem Vulkanismus oder ein Rückgang der Methan produzierenden Bakterien. Wie es scheint, überlappen sich gleich mehrere Ursachen/Auslöser, die für den Sauerstoffanstieg und die assoziierten paläoproterozoischen Vereisungen sehr wahrscheinlich verantwortlich sind.
Hinzuzufügen ist jedoch, dass Mikrofossilien und Biomarker für Cyanobakterien bereits in 2500 Millionen Jahre alten Gesteinen auftauchen, chemische Signaturen lassen sie gar bis ins Archaikum zurückverfolgen. Dies zeigt, dass die photosynthetische Sauerstoffproduktion wesentlich früher begann und dass der Sauerstoffanstieg in der Erdatmosphäre um 2400 Millionen Jahre BP hauptsächlich auf einem Auffüllen, einer Saturierung der reduzierenden Sinks (mit reduziertem Eisen und Schwefel) in den Weltmeeren beruhte. Hinzu kam noch aufgrund der generellen Auskühlung des Planeten ein Nachlassen im Volumen der durch Vulkanismus freigesetzten reduzierenden Gase.

## Paläoproterozoische Vereisung

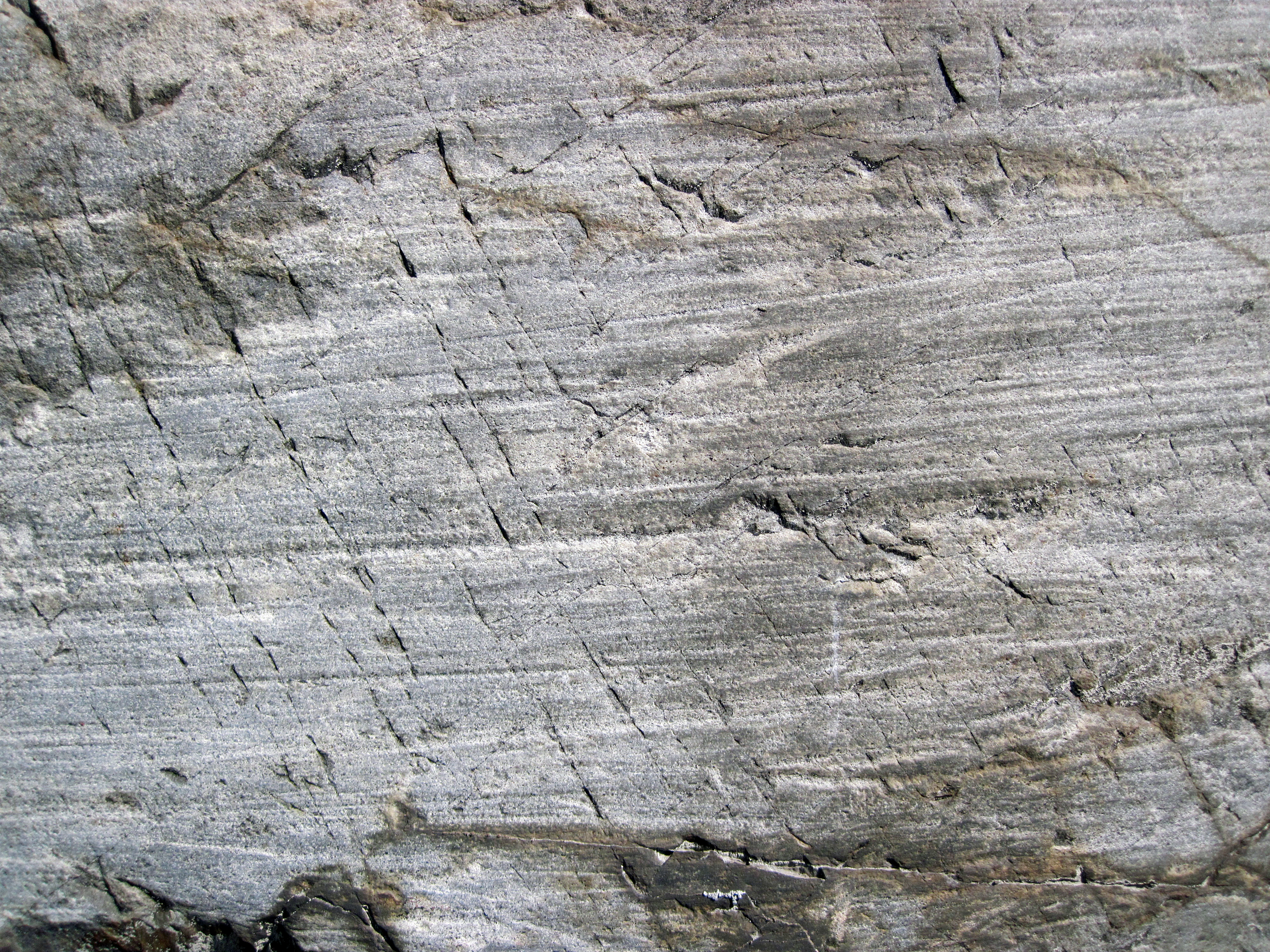
Gletscherschrammen auf 2400 bis 2300 Millionen Jahre altem, glazigenen Sandstein der Mississagi-Formation Ontarios

Anhand der in einem Rift-Zusammengang abgelagerten Huronian Supergroup lassen sich insgesamt drei Intervalle für die paläoproterozoische Vereisung erkennen. Diese drei Intervalle finden ihren Ausdruck in der Ramsay Lake Formation (auch Ramsey Lake), in der Bruce-Formation und in der Gowganda-Formation.
Glazigene Ablagerungen treten zu diesem Zeitpunkt auch in Australien, Finnland, Indien und in Südafrika auf. Dass die Eismassen bis auf niedere Breiten herabreichten, ist offensichtlich anerkannt, ob es sich aber um eine Schneeballerde handelte, ist umstritten. Dennoch muss das Ausmaß der Vereisung beträchtlich gewesen sein, da Gletscherablagerungen mit Gesteinen tropischer bis subtropischer Environments (wie beispielsweise Karbonate, Red Beds und Evaporite) assoziiert waren.
Dies wird auch von stark negativen δ13C-Werten (bis herab auf – 15 ‰ in Diamiktiten und Cap Carbonates) bekräftigt. Auch etwas weniger stark negative δ13C-Werte aus Karbonaten der Turee Creek Group deuten nach wie vor auf eine bedeutende globale Vereisung hin.
Im Gegenzug verweisen kräftig positive δ13C-Werte aus karbonatischen Lagen der Duitschland-Formation, welche sich mit glazigenen Diamiktiten verzahnen, auf ein Präludium der dann später zwischen 2250 und 2060 Millionen Jahre BP erfolgenden globalen Lomagundi-Jatuli-Isotopenexkursion oder zumindest auf ein Ungleichgewicht zwischen organischer Kohlenstoffproduktion und Kohlenstoffabfuhr. Dieser gestörte Kohlenstoffkreislauf hatte sich während der Vereisungen eingestellt.
In der Minas Supergroup Brasiliens liegen 2420 ± 19 Millionen Jahre alte Karbonate der Gandarela-Formation auf Bändererzen der unterlagernden Caue-Formation. Sie zeigen weder lithologische Merkmale noch Kohlenstoffisotopenwerte, die beide auf eine Vereisung hinweisen würden. Offensichtlich war Brasilien von der Vereisung verschont geblieben.
Das Ende der Vereisungen situiert sich bereits im Jatulium zwischen 2222 ± 12 und 2209 ± 15 Millionen Jahre BP.

## Mantelabkühlung
Die starke Abkühlung der Erdatmosphäre bewirkte eine Rückkopplung auf die Manteltemperaturen. Die Mantelkonvektion verlangsamte sich, so dass Plattentektonik und Krustenwachstum während des Oxygeniums eingeschränkt wurden.
Die Abnahme in den Manteltemperaturen bewirkte eine Verdickung und Versteifung der kontinentalen Lithosphäre. Bei gleichzeitig erfolgender Abkühlung und Verdünnung der ozeanischen Lithosphäre entstanden somit jetzt gehäuft Kontinente. Auch das zuvor eingespielte Gleichgewicht zwischen Vulkanismus und hydrothermalen Alterationen veränderte sich. Prädominant wurden von nun an Verwitterung und Erosion auf den Kontinenten – wobei anstehende Gesteine immer stärker an hydrologische Verwitterungszyklen gebunden wurden.

## Meeres-Geochemie
Um 2300 Millionen Jahre BP beobachten Rouxel und Kollegen (2005) in den Ozeanen einen Anstieg der δ56Fe-Werte um bis zu 3 ‰ gegenüber dem Archaikum. Bis auf den heutigen Tag liegen die δ56Fe-Werte nicht mehr unter – 0,5 ‰, wohingegen sie im Archaikum noch bis – 3,5 ‰ sinken konnten. Die Autoren erklären diesen Sachverhalt mit der Etablierung ozeanischer Tiefenschichtung ab 2300 Millionen Jahren BP und einem Anstieg der Sulfidfällung gegenüber der Eisenoxidfällung. Um Null liegende oder leicht positive δ56Fe-Werte sind charakteristisch für Meerwasser unter einer sauerstoffhaltigen Erdatmosphäre.
Die Zunahme der δ56Fe-Werte zwischen 2500 und 2300 Millionen Jahre BP interpretieren Johnson und Kollegen (2008a) als eine Beeinträchtigung der Dissimulatorischen Eisenreduzierung (engl. Dissimulatory Iron Reduction oder abgekürzt  DIR) und somit ihren verringerten Einfluss auf die Eisenzyklierung im offenen Meerwasser. Dies hatte wiederum steigende Sulfidkonzentrationen zur Folge – herbeigebracht durch gestiegene bakterielle Sulfatreduktion (engl. bacterial sulfate reduction oder BSR). Die wahrscheinliche Folge der gestiegenen Sulfidkonzentration war eine Titration reaktiven Eisens und somit dessen Unverfügbarkeit zur Aufrechterhaltung der DIR.
Mit Beginn des Paläoproterozoikums war es um 2400 Millionen Jahre BP zu einem Anstieg der Sulfatkonzentration im Meerwasser gekommen, erkennbar an den δ34S-Werten. Dies führte im Verlauf der bakteriellen Sulfatreduktion (BSR) zu recht bedeutenden Schwefelisotopenfraktionierungen mit Sulfat im Überschuss. Die Sulfatkonzentrationen blieben aber bei 1 bis 2 Millimol pro Liter und waren wesentlich niedriger als die heutigen Konzentrationen von 28 Millimol pro Liter.
Als Ursache wird die jetzt verstärkte oxidative Verwitterung auf den Kontinenten angesehen. 2322 ± 15 Millionen  Jahre alte Gesteine, die keine massenunabhängige Fraktionierung von Schwefel (Sulphur-Mass Independent Fractionation oder S-MIF) aufweisen, deuten darauf hin, dass die Sauerstoffkonzentration in der Erdatmosphäre zu diesem Zeitpunkt bereits den Wert von 10−5 PAL überschritten hatte. Gleichzeitig werden sehr stark negative δ13C-Werte in der Lower-Timeball-Hill-Formation Südafrikas als ein definitiver Hinweis auf die Gegenwart von Sulfat (Anhydrit) im Meerwasser sowie dessen bakterielle Reduktion angesehen.

## Magmatismus

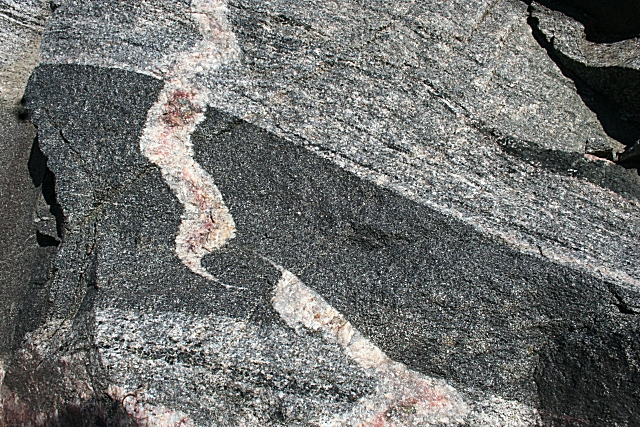
Amhibolitfazieller Scourie dyke, eingedrungen in Gneise des Badcallians

. Beide Gesteinstypen werden von einem späteren granitischen Gang durchsetzt.
- Im Hebriden-Terran Schottlands drangen zwischen 2418 und 2375 Millionen Jahren BP die doleritischen Scourie dykes in das Grundgebirge des Lewisians ein.
- Um 2410 Millionen Jahren BP ereignete sich die Gangschar-Intrusion der Widgiemooltha Dyke Suite in den Yilgarn-Kraton. Nur unwesentlich später intrudieren um 2408 Millionen Jahren BP die Sebangwa Poort dykes in den Zimbabwe-Kraton. Eine mögliche Nachbarschaft der beiden Kratone wird vermutet.[39]

## Meteoritenkrater

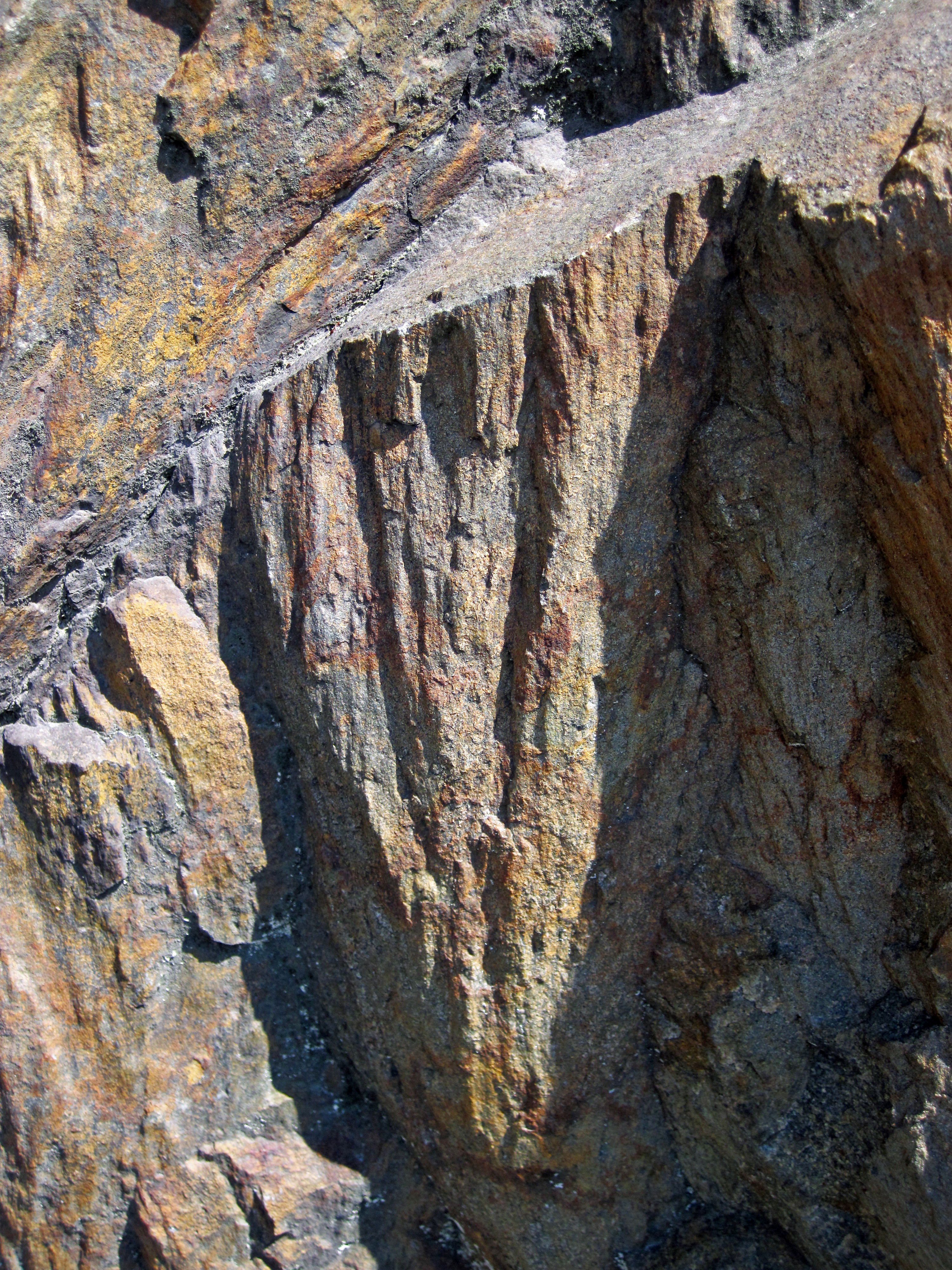
Strahlenkegel im Sandstein der Mississagi-Formation bei Sudbury

- In Karelien entstand möglicherweise um 2400 Millionen Jahre BP der bisher älteste bekannte Meteoritenkrater von Suavjärvi.
- Einschlag um 1849 Millionen Jahre BP des Sudbury-Meteoriten in Ontario. Er erzeugte massenhaft Strahlenkegel in der impaktiertern, rund 2350 Millionen Jahre alten Mississagi-Formation.

## Zusammenschau
Der dem Oxygenium vorangegangene Zeitabschnitt 2800 bis 2420 Millionen Jahre BP war eine Periode ausgesprochener Instabilität in der Biosphäre des Planeten Erde. Sie betraf vor allem die Kreisläufe der Elemente Kohlenstoff, Schwefel und Eisen. Am Ende dieser Instabilität kam es in der Erdatmosphäre zu einem erstmaligen, bemerkbaren Anstieg des Sauerstoffs, zu einer nahezu globalen Vereisung in drei Phasen auf der Erdoberfläche und in den Weltmeeren zur Etablierung sedimentärer Sulfide. Ein weiteres Ergebnis war das Verschwinden der Bändererze, die um 2700 Millionen Jahre BP ihren absoluten Höhepunkt erreicht hatten. Sie sollten um 1900 Millionen Jahre noch einmal Bedeutung erlangen, um dann ganz aus der Erdgeschichte zu verschwinden. 
Tiefstwerte während der Instabilität manifestierten sich in δ13C-Werten (in Sedimenten mit organischem Kohlenstoff, jedoch nicht in Karbonaten), in Δ33S-Werten und in δ56Fe-Werten. Die δ13C-Werte hatten um 2750 Millionen Jahre BP ihr absolutes Tief von − 60 ‰ erreicht, kehrten aber im Oxygenium wieder auf − 40 bis − 20 ‰ zurück. Der drastische Rückgang in δ13C ist mit dem fast vollständigen Verschwinden methanotropher, anaerobische Photosynthese betreibender Organismen verknüpft, welche zu Beginn des Oxygeniums durch Organismen mit oxidierender Photosynthese ersetzt wurden. Die Δ33S-Werte variierten sehr stark zwischen – 3 und + 8 ‰, normalerweise bewegen sie sich um 0 ‰ – dem Niveau massenunabhängiger Fraktionierung – welches praktisch für die gesamte Erdgeschichte ausschlaggebend ist. 
Bei δ34S kam es jedoch zu einem Anstieg auf + 25 ‰, der während des Oxygeniums weiter fortschritt. Dies ist mit einem Anstieg in der bakteriellen Sulfatreduktion (BSR) verbunden, welche zuvor sehr eingeschränkt war und dann ab 1900 Millionen Jahre in einen vorherrschend sulfidischen Ozean übergehen sollte. Die maximale Sulfatfraktionierung war dann gegen 1600 Millionen Jahre BP (mit Maximalwerten von 40 ‰) erreicht. Die δ56Fe-Werte in diagenetischen Sedimenten schließlich waren in der Periode der Instabilität auf − 3,5 ‰ abgesunken und kehrten sodann im Oxygenium wieder gegen Null ‰ zurück. Zuvor hatte noch anaerobische Photosynthese mit Fe2+, aber keinerlei dissimulatorischer Eisenreduzierung (DIR) vorgelegen. Während der Instabilität trat die DIR mehr und mehr in Erscheinung und es entstand Fe3+. Während des Oxygeniums war aber dann nur noch wenig Fe3+ für die DIR-Eisenreduktion vorhanden und gegen 1800 Millionen Jahre BP hatte sich nach den letzten Bändererzen der sulfidische Ozean endgültig etabliert.

## Stratigraphie

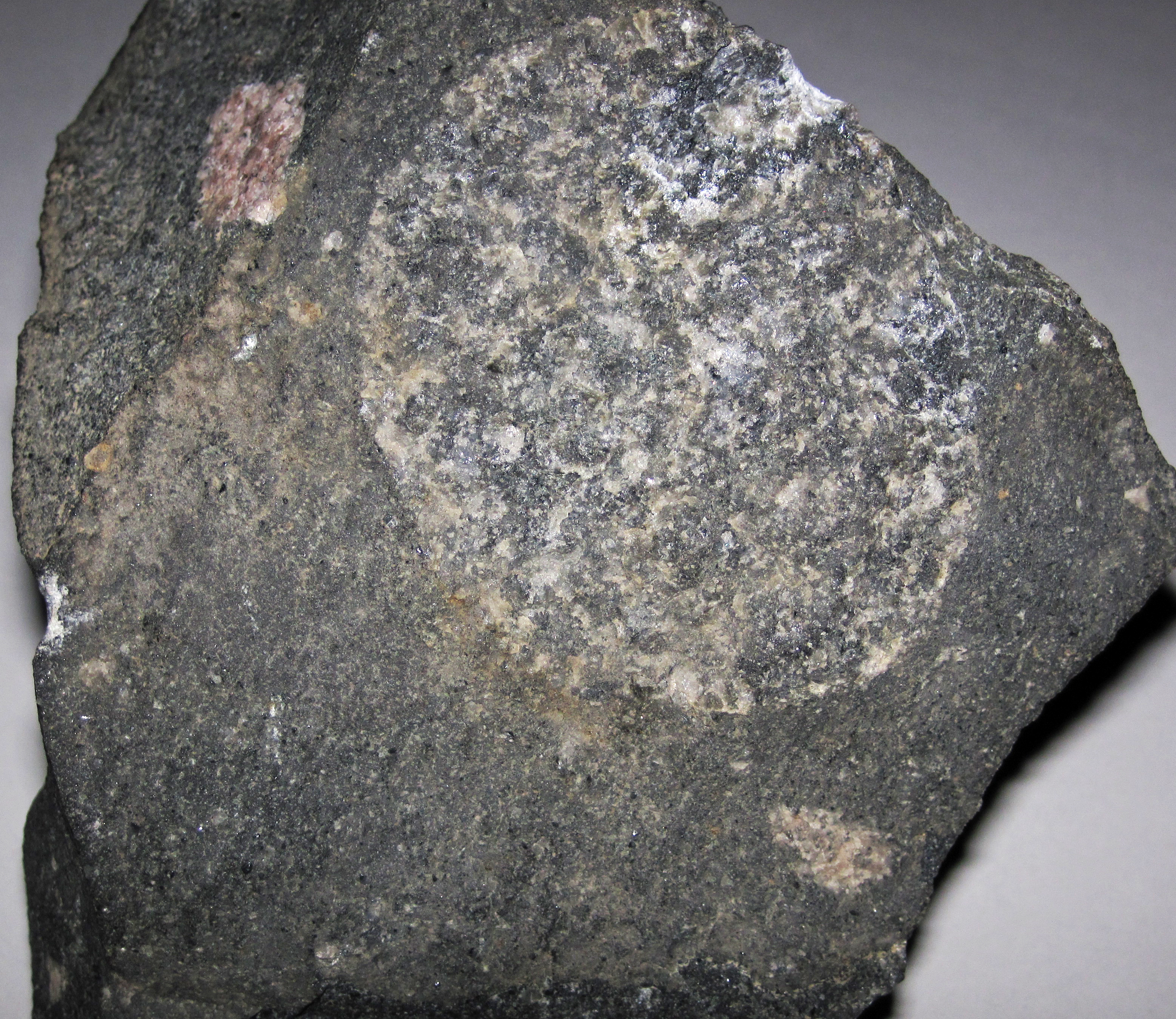
2270 Millionen Jahre alter Metatillit der Gowganda-Formation in Ontario

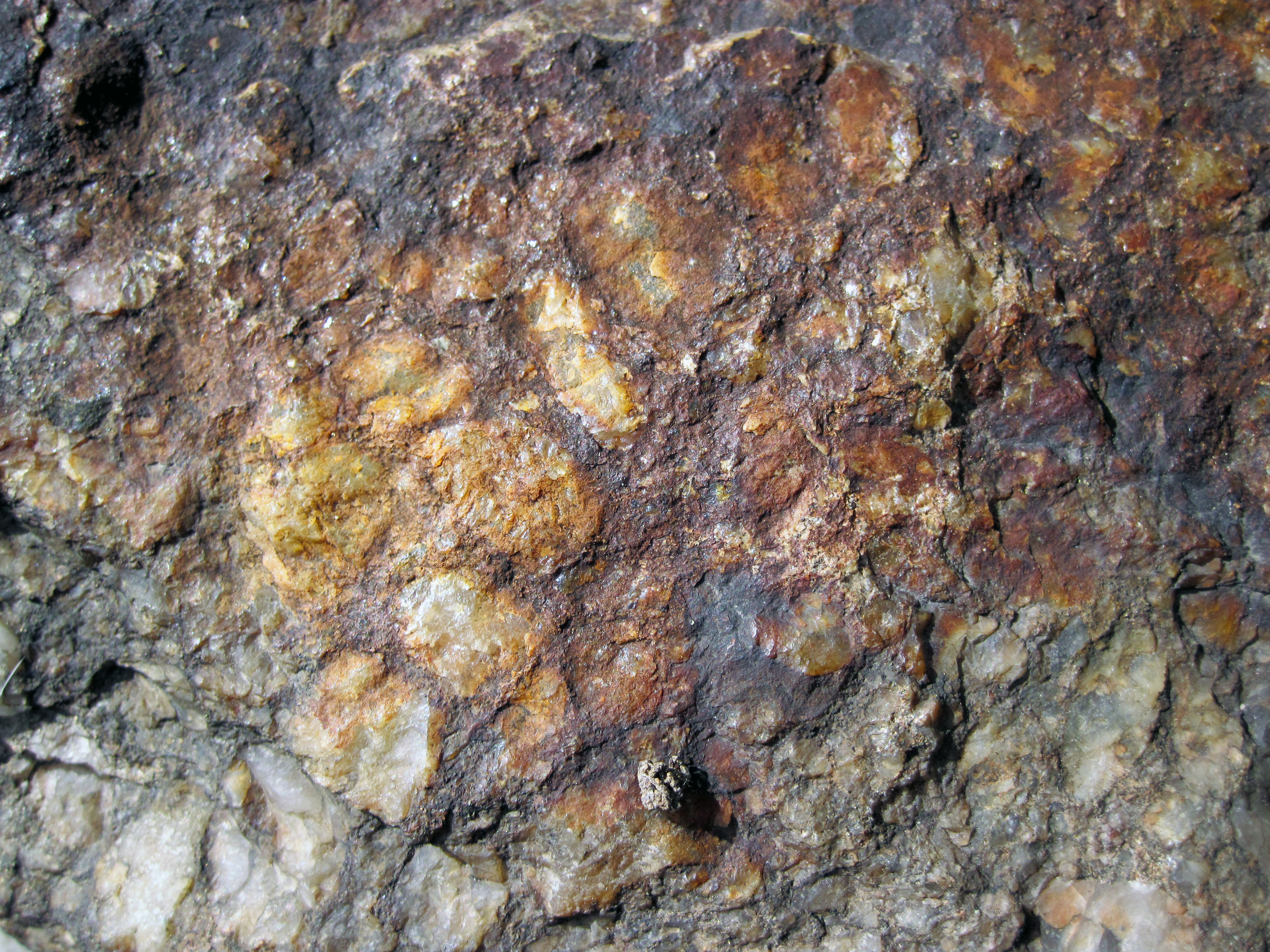
Die rund 2450 Millionen Jahre alte Matinenda-Formation der Huronian Supergroup ist ein radioaktives, uranhaltiges Quarzkonglomerat

### Bedeutende Sedimentbecken und geologische Formationen
- Minas Supergroup in Brasilien:
  - Piracicaba Group – um 2300 Millionen Jahre BP
  - Gandarela-Formation 2420 Millionen Jahre
- Karelian Supergroup in Finnland/Russland – 2440 bis 2200 Millionen Jahre BP
  - Jatulian Group
  - Sariolian Group
  - Sumian Group
- Huronian Supergroup in Kanada im Osten Ontarios – 2450 bis 2219 Millionen Jahre BP
  - Cobalt Group – 2270 bis 2220 Millionen Jahre BP
    - Bar-River-Formation
    - Gordon-Lake-Formation
    - Lorrain-Formation – 2250 Millionen Jahre BP
    - Gowganda-Formation – 2270 bis 2260 Millionen Jahre BP

  - Quirke Lake Group – 2330 bis 2275 Millionen Jahre BP
    - Serpent-Formation
    - Espanola-Formation
    - Bruce-Formation – 2330 bis 2315 Millionen Jahre BP

  - Hough Lake Group – 2390 bis 2330 Millionen Jahre BP
    - Mississagi-Formation
    - Pecors-Formation
    - Ramsay-Lake-Formation – 2390 bis 2375 Millionen Jahre BP

  - Elliot Lake Group – 2450 bis 2390 Millionen Jahre BP
    - Copper Cliff Rhyolite – 2414 bis 2377 Millionen Jahre BP
    - McKim-Formation
    - Matinenda-Formation
- Chocolay Group am Lake Superior:
  - Enchantment Lake Formation – 2317 ± 6 Millionen Jahre BP
- Hurwitz Supergroup des Hearne-Kratons in Nunavut – 2450 bis 2111 Millionen Jahre BP

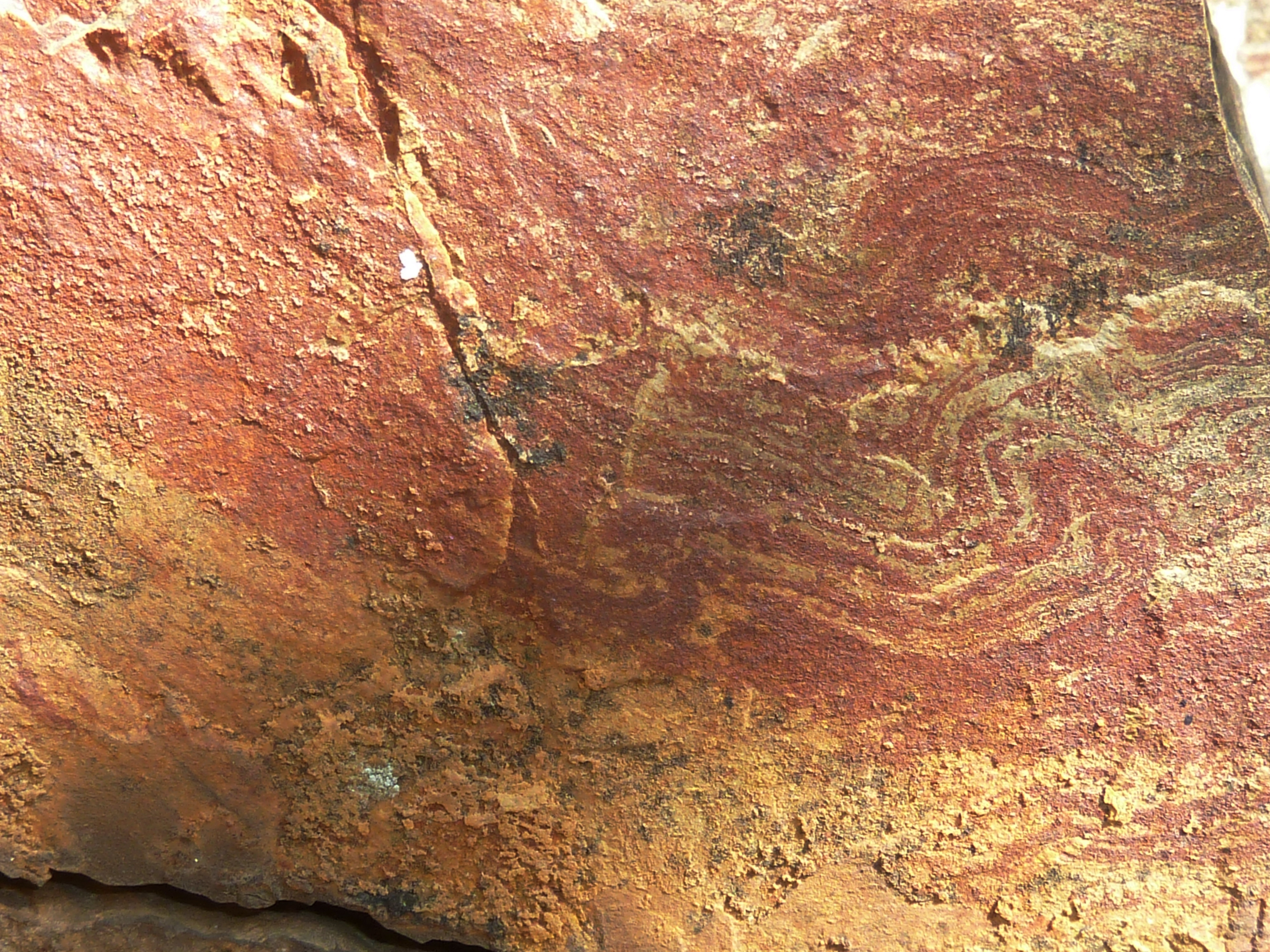
Tonstein eines Schlammflusses aus der Hekpoort-Formation in Pretoria

- Transvaal-Becken in Südafrika – 2670 bis 1900 Millionen Jahre BP
  - Transvaal Supergroup:
    - Pretoria Group
      - Hekpoort-Formation
      - glazigene Upper-Timeball-Hill-Formation – 2316 ± 7 Millionen Jahre BP
      - glazigene Boshoek-Formation – zwischen 2320 und 2184 Millionen Jahre BP
      - Lower-Timeball-Hill-Formation – 2322 ± 15 Millionen Jahre BP
      - Rooihoogte-Formation/Duitschland-Formation

    - Postmasburg Group
      - Ongeluk Andesite – 2222 ± 13 Millionen Jahre BP
      - Makganyene-Formation – Diamiktit – zwischen 2415 und 2222 Millionen Jahre BP

    - Ghaap Group
      - Koegas-Formation (auch Koegas Subgroup) – 2415 ± 6 Millionen Jahre BP. Die Formation ist nicht glaziogen.
- Animikie Group in den Vereinigten Staaten und in Kanada – 2500 bis 1800 Millionen Jahre BP
- Hamersley-Becken in Westaustralien:
  - Hamersley Group – 2715 bis etwa 2400 Millionen Jahre BP
  - Mount Bruce Supergroup
  - Turee Creek Group
    - glazigene Kazput-Formation – 2420 Millionen Jahre BP
      - Meteorite Bore Member
- Snowy Pass Supergroup in Wyoming – 2451 bis 2092 Millionen Jahre BP

## Grundgebirgsterrane

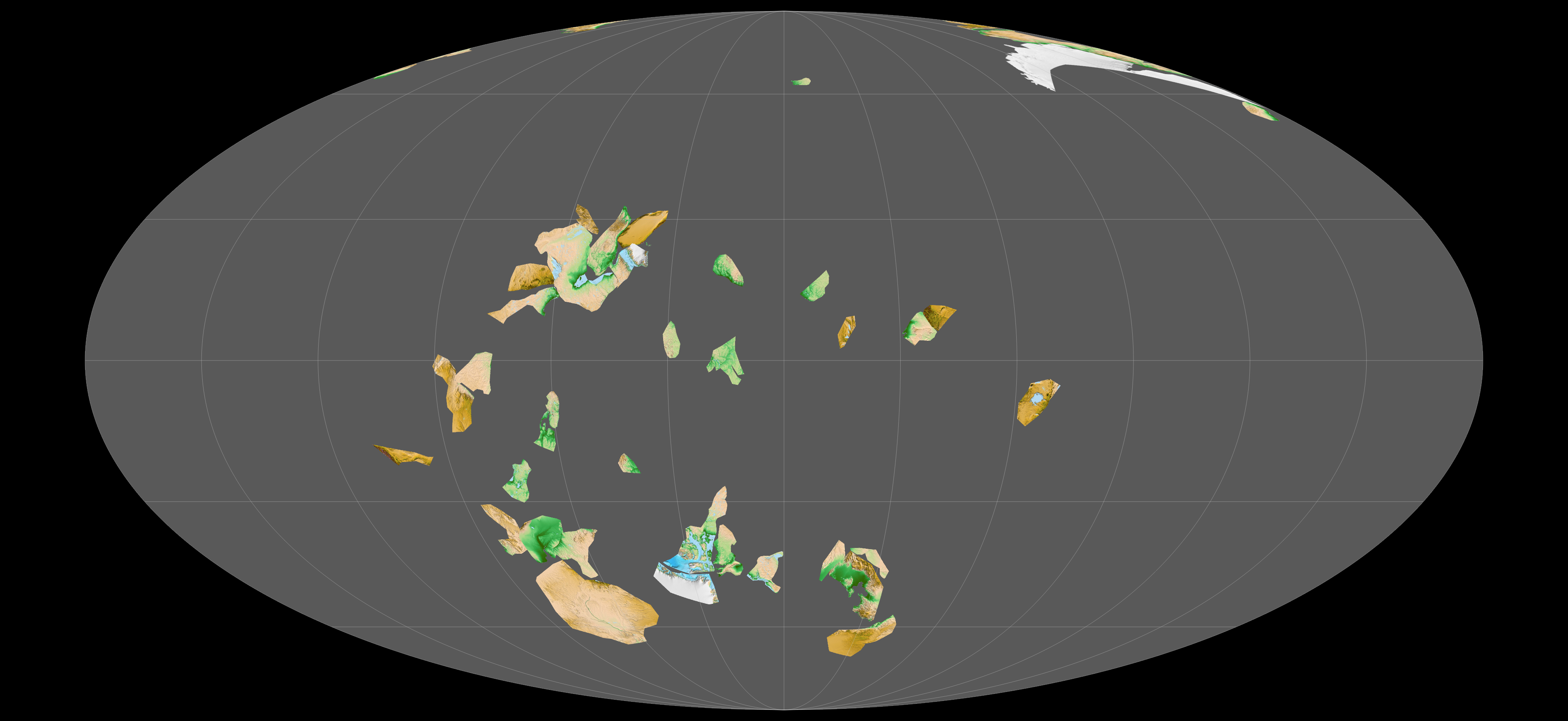
Kontinentverteilung zu Beginn des Oxygeniums um 2400 Millionen Jahre BP

- Nördliche Borborema-Provinz im Nordosten Brasiliens, Médio Coreaú Domain (MCD) : Granja-Komplex – 2350 bis 2270 Millionen Jahre. Das Terran besteht aus metatexitischen Orthogneisen tonalitischer und granodioritischer Zusammensetzung (TTG-Komplex), begleitet von hochgradigen Metamorphiten wie Kinzigiten, Charnockiten und Enderbiten.[40]
- Zentralbrasilianischer Schild
  - Bacajá Domain: 2359 Millionen Jahre BP
  - Tapajόs-Parima-Provinz:
    - Uatumã-Anauá Domain: 2354 Millionen Jahre BP
    - Tapajόs Domain: 2483 bis 2380 Millionen Jahre BP
- Guyana-Schild, Zentralbereich: 2350 Millionen Jahre BP
- Westafrika-Kraton, Elfenbeinküste: 2312 Millionen Jahre BP